# 贺麦晓
贺麦晓（荷蘭語：Michel Hockx，1964年—），荷兰汉学家，现美国圣母大学教授。

## 生平
贺麦晓于1982年进入荷兰莱顿大学中国语言与文化系就读，1987年本科毕业。之后继续攻读博士学位，师从汉学家伊维德与汉乐逸。1994年毕业，博士论文题为《雪朝：通往现代之路上的八位中国诗人》。毕业后在莱顿国际亚洲研究院从事博士后研究。此后前往伦敦大学亚非学院，曾长期在此任教，是伦敦大学亚非学院中国研究院首任院长。2016年起加入美国圣母大学，担任东亚语言文化系教授、刘氏亚洲研究院（Liu Institute for Asia and Asian Studies）院长。
贺麦晓主要从事中国当代文学和诗歌、中国现代文学社团和杂志、中国网络文学等领域的研究。

## 著作
- 《雪朝：通往现代之路上的八位中国诗人》（A Snowy Morning: Eight Chinese Poets on the Road to Modernity，1994年）
- 《文体问题：现代中国的文学社团和文学杂志（1911－1937）》（Questions of Style: Literary Societies and Literary Journals in Modern China, 1911–1937，2003年）
- 《中国的网络文学》（Internet Literature in China，2015年）